# Grande dent de Veisivi
La Grande dent de Veisivi, qui culmine à 3 419 mètres, est un sommet des Alpes suisses dans le canton du Valais. Cette dent se situe au fond du val d'Hérens dont elle est l'un des sommets les plus remarqués.

## Toponymie
« Veisivi »,  venant du patois d'Hérens Veijivic, représente un pâturage pour le bétail qui ne porte pas, pour les génisses. C'est l'alpage situé sur la rive droite de la Borgne d'Arolla qui lui a donné ce nom.

## Géographie

### Situation
La Grande dent de Veisivi se trouve dans le groupe qui va de la Petite dent de Veisivi aux Bouquetins, chaînon orienté nord-sud. Ce chaînon comprend plusieurs sommets significatifs : les Bouquetins, les Douves Blanches, la pointe de Tsalion, la dent de Perroc et l'aiguille de la Tsa.
Elle surplombe le village des Haudères et, comme sa voisine la Petite dent de Veisivi, elle culmine au sommet de l'embranchement qui sépare la vallée d'Arolla et celle de Ferpècle. Sa hauteur dépasse celle de la Petite dent de Veisivi de 235 mètres.

### Géologie
Comme la plupart des autres grands sommets du val d'Hérens (les dents des Bouquetins, Pigne d'Arolla, les Douves Blanches, dent de Perroc, mont Blanc de Cheilon, etc.), la Grande dent de Veisivi est constituée de gneiss d'Arolla ayant l'aspect d'un granite plus ou moins schisteux de couleur vert tendre.

## Premières ascensions
- 1875 : première ascension le 2 septembre, arête nord-ouest par J. S. Philpott et Mrs. Philpott avec Martin Pralong et Jean Vuignier[2].
- 1891 : arête est le 3 septembre par Owen Glynne Jones et Charles George Monro.
- 1899 : arête sud le 25 août par James Outram, William Outram et Jean Maître.
- 1960 : face nord le 3 juillet par Frédy Hächler et Aloÿs Strickler (1re hivernale par André Georges, Alain Hubert et Michel Siegenthaler les 20 et 21 février 1983)[2].
- 1972 : paroi ouest le 22 juillet par Léo Fewster, Daniel Hymans et Madeleine Loret.